# 真壁騒動
真壁騒動（まかべそうどう）は、1873年に茨城県真壁郡で発生した地租改正条例に基づく石代相場の引き下げを要求した一揆。
現行の高等学校「日本史」の教科書では、三重県・愛知県・岐阜県・堺県で発生した伊勢暴動（真壁一揆）と並び、地租改正反対一揆の代表とされている。

## 経緯
1876年11月27日、茨城県真壁郡吉間村（現在の筑西市）に約300人の農民が結集、副区長に強訴する事件が発生、同月30日には同郡飯塚村（現在の桜川市真壁町飯塚）で民衆蜂起が起き、164名の捕縛者を出した。

## 研究史
1880年（明治13年）に地租改正当局者は、和歌山県や茨城県での一揆とその後に発生した伊勢暴動について次のように述べている。
すなわち、当時の役人は地租改正反対が一揆の目的にあるが、米価高騰も背景にあると捉えていた。
木戸田四郎は、真壁騒動などの茨城の一揆や伊勢暴動が石代納問題に端を発していることに着目し、1959年（昭和34年）に次のような説を唱えた。